# Pseudomyrmex insuavis
Pseudomyrmex insuavis  (лат.) — вид древесных муравьёв рода Pseudomyrmex из подсемейства Pseudomyrmecinae (Formicidae). Новый Свет.

## Распространение
Южная Америка: Колумбия.

## Описание
Мелкого размера муравьи коричневого цвета (усики и ноги светлее). Длина головы рабочих (HL) 1,01 — 1,14 мм, ширина головы (HW) 0,94 — 1,06 мм. Имеют относительно крупные глаза и сильное жало. Тело узкое, ноги короткие. Стебелёк между грудкой и брюшком состоит из двух узловидных члеников (петиоль и постпетиоль).
Живут в полостях живых деревьев и кустарников различных растений рода Tachigali, с которыми находятся во взаимовыгодных отношениях.

## Систематика
Вид был впервые описан в 1999 году американским энтомологом Ф. Уардом (Ward, P. S.). Принадлежат к видовой группе viduus species group, отличаясь короткой головой и расширенным кзади петиолем.